# Lockheed X-17
Lockheed X-17 – amerykański trzystopniowy, napędzany paliwem stałym pocisk rakietowy, skonstruowany przez firmę Lockheed w celu zbadania zjawisk zachodzących przy przechodzeniu z przestrzeni kosmicznej w atmosferę przy bardzo dużych prędkościach.

## Historia projektu
Po serii badań pocisków balistycznych prowadzonych przez amerykańskie siły powietrzne wywnioskowano, że brakuje danych o zjawiskach aerotermodynamicznych zachodzących na powierzchniach pocisków przy przechodzeniu przez górne warstwy atmosfery przy prędkościach wielokrotnie przekraczających prędkość dźwięku. W celu zebrania potrzebnych danych w styczniu 1955 roku zlecono firmie Lockheed zaprojektowanie i konstrukcję odpowiedniego pocisku rakietowego. Efektem prac konstrukcyjnych był trzystopniowy pocisk rakietowy X-17 napędzany sprawdzonymi i niezawodnymi silnikami rakietowymi na paliwo stałe i sterowany prostym systemem kontrolnym. Pierwszy pocisk rakietowy X-17 w skali 1:4 powstał bardzo szybko i już w maju 1955 roku został pomyślnie wystrzelony.
Pocisk X-17 był napędzany silnikami rakietowymi zgrupowanymi w trzy stopnie napędowe. Pierwszy stopień zawierający pojedynczy silnik Thiokol XM20 Sergeant posiadał cztery powierzchnie stabilizujące i dwa małe silniczki wspomagające, które odstrzeliwano krótko po starcie. Po zakończeniu pracy silnika pierwszego stopnia, pocisk siłą rozpędu osiągał pułap 150 km, a następnie zaczynał opadanie ku powierzchni ziemi pod zadanym kątem. Na pułapie od 27 do 21 km pierwszy stopień pocisku odłączał się i uruchamiano kolejne, pracujące krótkotrwale silniki drugiego, a następnie trzeciego stopnia. Po zakończeniu pracy ostatniego silnika, pocisk osiągał prędkość od 11 do 14,5 razy większą od prędkości dźwięku, w zależności od kąta opadania. Głowica pocisku zawierała urządzenia telemetryczne i system radarowy ułatwiający naprowadzanie.
Łącznie pomiędzy czerwcem i lipcem 1955 roku wystrzelono trzy pociski prototypowe w skali 1:4 i trzy w skali 1:2. Następnie, pomiędzy sierpniem 1955 a marcem 1956 roku wystrzelono sześć kolejnych X-17 w normalnych wymiarach. Pierwszy lot badawczy pocisku odbył się w kwietniu 1956 roku, a później jeszcze 25 kolejnych z których ostatni wykonano w marcu 1957 roku.
Założenia projektowe zostały spełnione, a efektem testów było opracowanie odpowiednich kształtów osłon dziobowych dla optymalnego wejścia w atmosferę. Eksperymenty z X-17 miały bardzo duże znaczenie dla późniejszych programów kosmicznych.

## OperacjaArgus
W 1958 roku zbudowano dalszych siedem pocisków X-17 w ramach operacji Argus, który miał na celu przetestowanie efektów wybuchu nuklearnego poza atmosferą. Dla potrzeb tego projektu zastosowano inny sposób napędu rakiety, załączając kolejno drugi i trzeci stopień natychmiast po zakończeniu pracy silnika pierwszego stopnia, co umożliwiło osiągnięcie pułapu 400 km. Pierwsze cztery pociski X-17 wystrzelone w ramach operacji Argus nie posiadały ładunku jądrowego, a kolejne trzy w sierpniu i wrześniu wyniosły ponad atmosferę ładunki jądrowe o sile od 1 do 2 kT.